# Simon Frid
Pour les articles homonymes, voir Frid.
Simon Frid ou Simon Fryd (2 mars 1922, Tuszyn, Pologne - 4 décembre 1943, prison Saint-Paul, Lyon, Rhône) est un résistant FTP-MOI du bataillon Carmagnole Liberté de Lyon, guillotiné, Médaille de la Résistance, à titre posthume.

## Biographie
Simon Frid est né le 2 mars 1922 à Tuszyn, en Pologne,.
Il est le fils de Jenkel Frid et de Ruchla Kac. Ruchla Kac est née le 1er janvier 1889 à Piotrków Trybunalski, en Pologne.

### Paris
Les parents de Simon Frid sont des juifs polonais qui arrivent en France en 1937.
Ils s'installent Passage Molière dans le 3e arrondissement de Paris.
Simon Frid est tailleur à domicile.

### Seconde Guerre mondiale
En 1940, Simon Frid sert dans l'armée polonaise en France.
En 1941 ou 1942, Simon Frid est interné dans un camp de transit pour Juifs étrangers (camp de Pithiviers ou camp de Beaune-la-Rolande). Il s'évade.

#### Lyon
Simon Frid arrive à Lyon le 12 mai 1942. Il demeure chez sa sœur Rywka (Rosine) au 12 rue Duguesclin (6e arrondissement de Lyon).
Il exerce son métier de tailleur.
Il change ensuite d'adresse, il habite alors au 34 rue Boileau (VIe arrondissement).
À la suite de la rafle du Vel d'Hiv, la mère de Simon Frid, Ruchla Kac est déportée du camp de Drancy vers Auschwitz par le convoi No. 12, en date du 31 juillet 1942.

##### La Résistance
En juillet 1942, Simon Frid adhère à l'Union de la jeunesse juive à Lyon.
En octobre 1942, son beau-frère Nathan Chapochnik (dit Francis) (il a épousé Rosine Frid en 1939) met en contact Simon Frid avec un responsable FTP-MOI du bataillon Carmagnole. Il prend le pseudonyme de Simon. Il participe à des opérations militaires. Il entrepose à son domicile des explosifs et fabrique des engins explosifs.
Le 22 mai 1943, à 14 h 30, Simon Frid participe, avec trois autres résistants FTP-MOI, à l'attaque d'un centre de distribution de tickets d'alimentation, au 187 avenue Félix-Faure dans le IIIe arrondissement de Lyon.
Ils désarment un gardien de la paix, dérobent 381 jeux complets de titre de rationnement avant de s'enfuir. Simon Frid est rattrapé et jugé par la section spéciale de la cour d’appel de Lyon, puis guillotiné le 4 décembre 1943 à 7 heures du matin dans la cour de la prison Saint-Paul.

## Honneurs
- Médaille de la Résistance à titre posthume en 1995
- Une rue de Lyon (VIIe arrondissement) porte le nom de Simon Frid.

### Plaque(s) commémorative(s) de la prison Saint Paul

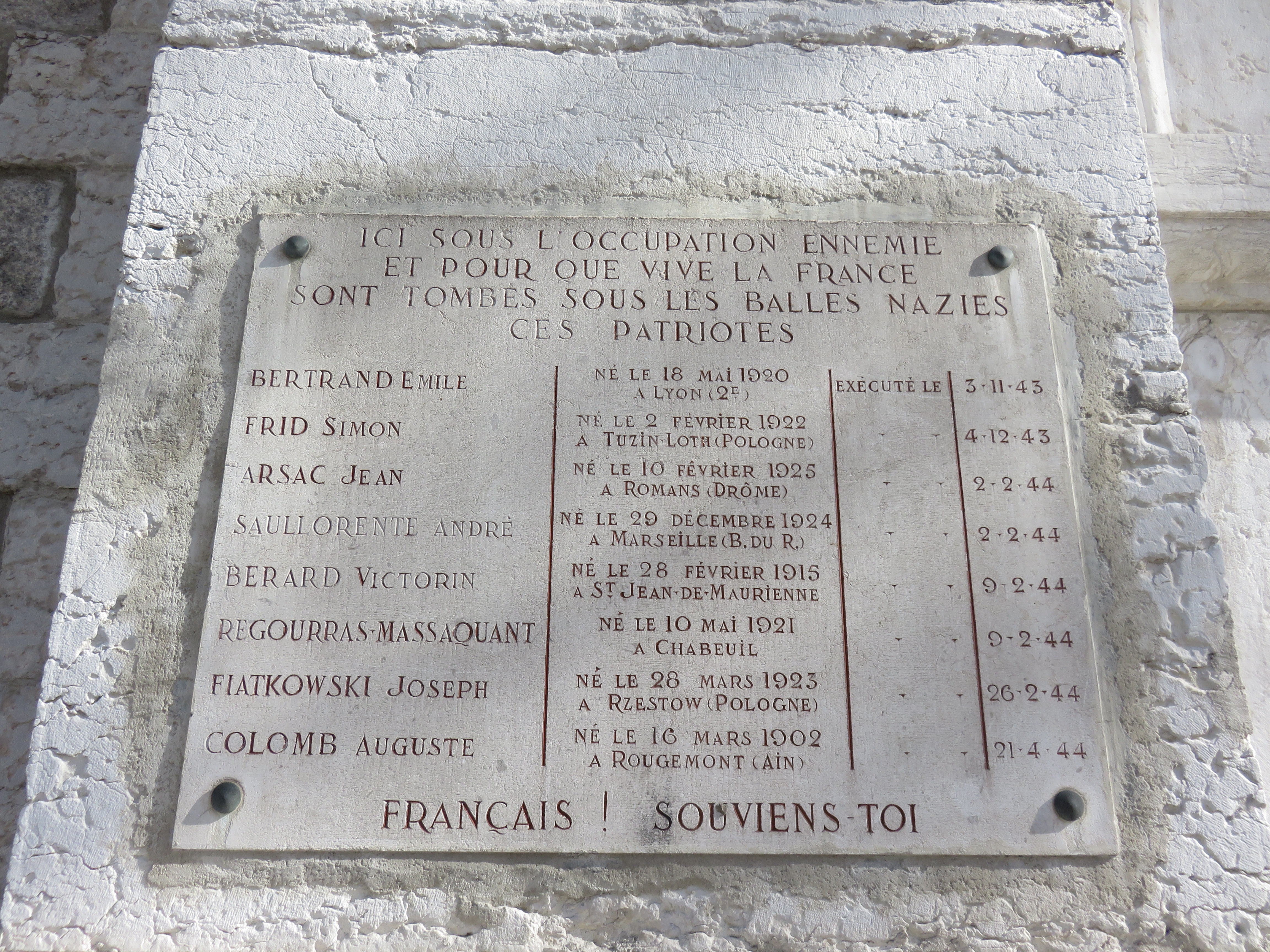

Après la guerre, à l'entrée de l'ancienne prison Saint Paul, une plaque commémorative en l'honneur de Simon Frid et 7 autres résistants fusillés (Auguste Collomb, Emile Bertrand, etc) indiquait "tombés sous les balles nazies". En réalité, tous ces hommes ont été arrêtés, jugés et condamnés par les autorités françaises.
Pendant de nombreuses années, les familles des victimes ont demandé une nouvelle plaque rectifiant l'histoire. C'est finalement l'Université catholique, nouveau propriétaire des lieux depuis 2013, qui a pris en charge le financement d'une plaque "rectificative", fixée à la gauche de l'ancienne.